# Makó Lőrinc
Kerekgedei ifj. Makó Lőrinc  (Jászapáti, 1777.július 31. – Jászberény, 1836. szeptember 11.) jászkapitány.

## A család származása
Az egyik forrás szerint a Makó család II. Ferdinándtól nyerte a nemességet 1635. november 22.-én. Más források szerint a család a bécsi béke után szerezte meg a kerekgedei birtokot, és II. Ferdinánd csak megerősítette Makó Imre és Makó Albert nemességét. Makó Lőrinc és Makó Boldizsár testvérpár 1695 táján Jászapátira költözött. A család részt vett 1745-ben a jászkun redemptio-ban, és a Jászkun kerületekben számos vezető pozíciókat töltöttek be.

## Életrajza
Édesapja Makó Lőrinc táblabíró, majd nádori alkapitány, édesanyja pedig makfalvi Dósa Anna.
Tanulmányai után először aljegyzőnek választották, később 1805-ben Jászkun kerület főadószedő felelős beosztását nyerte el. Sikeres munkát végzett, amelynek eredményeképpen 1807-ben, 1808-ban és 1811-ben ifjabb Makó Lőrinc volt a törvényhatóság második országgyűlési követe.
Az 1827 márciusában tartott közgyűlésen választották meg jászkapitánynak. Ekkor még Pozsonyban összeült országgyűlésen mint követ tevékenykedett. A nádori jóváhagyás után iktatták be tisztségébe. Miután sokat betegeskedett, következő alkalommal nem pályázott a nádori alkapitányi tisztségre. 1829-ben távollétében ismét megválasztották jászkapitánynak.
A Jászkun kerület problémáinak jó ismerője, határozott és igen szigorú egyéniség volt. Jó példa erre két intézkedése, amely akkortájt nagy port vert fel.
Az egyik intézkedése „a lábra kapott fertelmes káromkodás megfékezésére…, a népnek hírül adassék, hogy aki a legkisebb káromkodással él 25 pálcák által fog fenyíteni”. Másik sok vihart kavart intézkedése a pipázás megszüntetése, amely sok tüzet okozott. Itt is a büntetés „25 pálca ütésekkel” való büntetést róttak ki a pipázóra. 
1831-es kolerajárvány idején nagyon szigorú intézkedéseket hozott a betegség mielőbbi megfékezésére. A nagy rémület miatt ezeket minden ellenállás nélkül teljesítették. Koldulás megtiltása és élelemmel való ellátásuk, a betegségre felvigyázók jutalmazása, a járvány sújtotta családok terheinek a csökkentése valamint a temetők bővítése.
Közel egy évtizedig látta el a jászkapitányi feladatait. Végül ő is a kolera áldozata lett.